# Pandanus papenooensis
Pandanus papenooensis là một loài thực vật thuộc họ Pandanaceae. Đây là loài đặc hữu của Polynésie thuộc Pháp.